# Yordán Yóvchev
Yordán Yóvchev (Plovdiv, Bulgaria, 24 de febrero de 1973) es un gimnasta artístico búlgaro retirado, subcampeón olímpico en el ejercicio de anillas en 2004, bicampeón del mundo en 2001 en suelo y anillas, y nuevamente bicampeón del mundo en 2003 en los mismos ejercicios.

## Carrera deportiva
Su primera medalla a nivel mundial la ganó en el Mundial celebrado en Sabae (Japón) en 1995, donde consiguió el bronce en anillas, tras el italiano Jury Chechi y el rumano Dan Burinca.
En el Mundial celebrado en San Juan (Puerto Rico) en 1996 consigue la plata en anillas, de nuevo tras el italiano Jury Chechi.
En el Mundial celebrado en Tianjin (China) en 1999 gana el bronce en la general individual, tras el ruso Nikolai Kryukov y el japonés Naoya Tsukahara.
En las Olimpiadas de Sídney 2000 consigue dos bronces: en suelo —tras el letón Igors Vihrovs y el ruso Alexei Nemov— y el anillas, tras el húngaro Szilveszter Csollany y el griego Dimosthenis Tampakos.
En el Mundial celebrado en Gante en 2001 gana dos oros, en suelo y anillas, y un bronce en la general individual, tras el chino Feng Jing y el bielorruso Ivan Ivankov.
En el Mundial celebrado en Debrecen en 2002, consigue dos platas, en suelo —tras el rumano Marian Drăgulescu— y en anillas, tras el húngaro Szilveszter Csollány.
En el Mundial de Anaheim (Estados Unidos) en 2003 gana dos medallas de oro en suelo y anillas.
En los JJ.OO. celebrado en Atenas en 2004 logra la medalla de plata en anillas —tras el griego Dimosthenis Tampakos— y la de bronce en suelo, tras el canadiense Kyle Shewfelt y de nuevo el rumano Marian Drăgulescu.
En el Mundial de Aarhus 2006 gana la plata en anillas, tras el chino Chen Yibing.
Por último en el Mundial de Londres de 2009, el bronce en anillas, nuevamente tras el chino Chen Yibing y el neerlandés Yuri van Gelder.